# Grupo Desportivo da Gafanha
El Grupo Desportivo da Gafanha es un equipo de fútbol de Portugal que juega en la Primera División de Aveiro, una de las ligas la cuarta división de fútbol más importante del país.

## Historia
Fue fundado el 1 de agosto del año 1957 en la ciudad de Gafanha da Nazaré del consejo de Ílhavo en el distrito de Aveiro como un club multideportivo que cuenta actualmente con secciones de fútbol, fútbol sala y baloncesto, los cuales es su mayoriá forman parte de las ligas regionales de Aveiro.
Su secciones de fútbol y baloncesto tiene a sus primeros equipos formando parte de los torneos nacionales, aunque la de baloncesto lo hace en la segunda categoría de Portugal actualmente.

## Jugadores

### Jugadores destacados
- Alfredo Esteves